# كيوجي هوريجوتشي
كيوجي هوريجوتشي (باليابانية: 堀口 恭司؛ مواليد 12 أكتوبر 1990) هو مُقاتل فنون قتالية مختلطة ياباني.

## وصلات خارجية
- كيوجي هوريجوتشي على موقع يو إف سي (الإنجليزية)
- كيوجي هوريجوتشي على موقع بيلاتور (الإنجليزية)
- كيوجي هوريجوتشي على موقع شيردوغ (الإنجليزية)
- كيوجي هوريجوتشي على موقع Tapology.com (الإنجليزية)
- كيوجي هوريجوتشي على موقع إي إس بي إن (الإنجليزية)
- كيوجي هوريجوتشي على موقع IMDb (الإنجليزية)
- كيوجي هوريجوتشي على موقع قاعدة بيانات الفيلم (الإنجليزية)